# Югла (река)

Ю́гла (латыш. Jugla) — река в Латвии, образующаяся при слиянии рек Лиела-Югла (Большая Югла) и Маза-Югла (Малая Югла) и впадающая в озеро Юглас возле острова Судрабсалиня. Этот участок реки длиной 2,5 км называют также Бергюпе (латыш. Berģupe). Также включает в себя протоку длиной 3 км, вытекающую из озера и впадающую в озеро Кишэзерс.
Через реку построены два моста: железнодорожный (на линии Рига — Лугажи) и автомобильный, на трассе A2. Возле реки расположен микрорайон Риги Югла и два населённых пункта: Югласциемс и Макшкерниеку циематс.